# Älvasjön (Breareds socken, Halland)
Älvasjön är en sjö i Halmstads kommun i Halland och ingår i Genevadsåns huvudavrinningsområde. Sjön är 21 meter djup, har en yta på 0,236 kvadratkilometer och befinner sig 78,8 meter över havet. Vid provfiske har abborre, gädda, mört och sik fångats i sjön.

## Delavrinningsområde
Älvasjön ingår i det delavrinningsområde (628826-133616) som SMHI kallar för Utloppet av Älvasjön. Medelhöjden är 118 meter över havet och ytan är 3,78 kvadratkilometer. Det finns inga avrinningsområden uppströms utan avrinningsområdet är högsta punkten. Vattendraget som avvattnar avrinningsområdet har biflödesordning 3, vilket innebär att vattnet flödar genom totalt 3 vattendrag innan det når havet efter 25 kilometer. Avrinningsområdet består mestadels av skog (47 %) och sankmarker (41 %). Avrinningsområdet har 0,24 kvadratkilometer vattenytor vilket ger det en sjöprocent på 6,3 %.